# Административно-территориальное деление Самарской области

## Административно-территориальное устройство

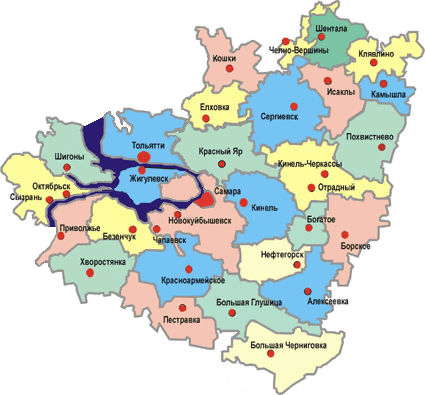
Административная карта Самарской области

Согласно Уставу Самарской области, субъект РФ делится на следующие административно-территориальные единицы:
- 10 городов областного значения,
- 27 районов.

Административным центром Самарской области является город Самара.
В составе Самары выделяются районы: Железнодорожный, Кировский, Красноглинский, Куйбышевский, Ленинский, Октябрьский, Промышленный, Самарский, Советский

## Муниципальное устройство
В рамках муниципального устройства, в границах административно-территориальных единиц области, регион включает соответственно следующие муниципальные образования верхнего уровня:
- 10 городских округов,
- 27 муниципальных районов.

Их границы утверждены в виде картографического описания 37 законами Самарской области.
В составе муниципальных районов установлены границы муниципальных образований низового уровня в количестве 296 поселений, в том числе 12 городских и 284 сельских поселений по состоянию на 1 января 2018 года.
В составе городского округа Самары выделяются 9 внутригородских районов как муниципальных образований.
В новой редакции Устава Самарской области предусмотрено образование муниципальных округов.

## Города областного значения (городские округа) и районы (муниципальные районы)
| №         | Название                                      | Флаг | Герб | Админ. центр            | Население, чел., (2021 г.) | Площадь, км² | Код ОКАТО |
| --------- | --------------------------------------------- | ---- | ---- | ----------------------- | -------------------------- | ------------ | --------- |
| 1e-06     | Города областного значения (городские округа) |      |      |                         |                            |              |           |
| 1         | Самара                                        |      |      | город Самара            | ↘1 154 223                 | 541,98       | 36 401    |
| 2         | Жигулёвск                                     |      |      | город Жигулёвск         | ↘52 171                    | 94,15        | 36 404    |
| 3         | Кинель                                        |      |      | город Кинель            | ↘57 729                    | 108,78       | 36 408    |
| 4         | Новокуйбышевск                                |      |      | город Новокуйбышевск    | ↘97 910                    | 263,25       | 36 413    |
| 5         | Октябрьск                                     |      |      | город Октябрьск         | ↘20 703                    | 21,8         | 36 418    |
| 6         | Отрадный                                      |      |      | город Отрадный          | ↘46 984                    | 53,6         | 36 424    |
| 7         | Похвистнево                                   |      |      | город Похвистнево       | ↘28 378                    | 64,77        | 36 427    |
| 8         | Сызрань                                       |      |      | город Сызрань           | ↘160 329                   | 117          | 36 435    |
| 9         | Тольятти                                      |      |      | город Тольятти          | ↘662 683                   | 314,78       | 36 440    |
| 10        | Чапаевск                                      |      |      | город Чапаевск          | ↘70 236                    | 200,50       | 36 450    |
| 10.000002 | Районы (муниципальные районы)                 |      |      |                         |                            |              |           |
| 11        | Алексеевский район                            |      |      | село Алексеевка         | ↘10 851                    | 1 890,87     | 36 202    |
| 12        | Безенчукский район                            |      |      | пгт Безенчук            | ↘37 479                    | 1 988,80     | 36 204    |
| 13        | Богатовский район                             |      |      | село Богатое            | ↘13 244                    | 823,00       | 36 206    |
| 14        | Большеглушицкий район                         |      |      | село Большая Глушица    | ↗18 260                    | 2 543,20     | 36 208    |
| 15        | Большечерниговский район                      |      |      | село Большая Черниговка | ↗17 692                    | 2 980        | 36 210    |
| 16        | Борский район                                 |      |      | село Борское            | ↘22 886                    | 2 103        | 36 212    |
| 17        | Волжский район                                |      |      | город Самара            | ↗122 928                   | 2 481        | 36 214    |
| 18        | Елховский район                               |      |      | село Елховка            | ↗9487                      | 1 201        | 36 215    |
| 19        | Исаклинский район                             |      |      | село Исаклы             | ↗12 702                    | 1 587,35     | 36 216    |
| 20        | Камышлинский район                            |      |      | село Камышла            | ↗10 700                    | 823,5        | 36 217    |
| 21        | Кинельский район                              |      |      | город Кинель            | ↘30 976                    | 2 049,29     | 36 218    |
| 22        | Кинель-Черкасский район                       |      |      | село Кинель-Черкассы    | ↘42 199                    | 2 460,55     | 36 220    |
| 23        | Клявлинский район                             |      |      | ж.д. станция Клявлино   | ↗14 543                    | 1 255,55     | 36 222    |
| 24        | Кошкинский район                              |      |      | село Кошки              | ↘21 413                    | 1 647,70     | 36 224    |
| 25        | Красноармейский район                         |      |      | село Красноармейское    | ↘16 405                    | 2 190        | 36 226    |
| 26        | Красноярский район                            |      |      | село Красный Яр         | ↘56 926                    | 2 433,00     | 36 228    |
| 27        | Нефтегорский район                            |      |      | город Нефтегорск        | ↘32 372                    | 1 350        | 36 230    |
| 28        | Пестравский район                             |      |      | село Пестравка          | ↘14 881                    | 1 960        | 36 232    |
| 29        | Похвистневский район                          |      |      | город Похвистнево       | ↗26 558                    | 2 104,16     | 36 234    |
| 30        | Приволжский район                             |      |      | село Приволжье          | ↘22 045                    | 1 379,3      | 36 236    |
| 31        | Сергиевский район                             |      |      | село Сергиевск          | ↗44 799                    | 2 749,04     | 36 238    |
| 32        | Ставропольский район                          |      |      | город Тольятти          | ↘81 908                    | 3 662        | 36 240    |
| 33        | Сызранский район                              |      |      | город Сызрань           | ↗24 240                    | 1 875,50     | 36 242    |
| 34        | Хворостянский район                           |      |      | село Хворостянка        | ↗16 055                    | 1 845        | 36 244    |
| 35        | Челно-Вершинский район                        |      |      | село Челно-Вершины      | ↗14 963                    | 1 162        | 36 246    |
| 36        | Шенталинский район                            |      |      | ж.д. станция Шентала    | ↘12 949                    | 1 338,16     | 36 248    |
| 37        | Шигонский район                               |      |      | село Шигоны             | ↗19 737                    | 2 134,4      | 36 250    |

## Поселения

### Алексеевский район
| Район состоит из пяти сельских поселений. Сельские поселения: - Сельское поселение Авангард — посёлок Авангард, сёла Антоновка, Осиповка, Павловка, посёлки Первокоммунарский, Седыши; - Сельское поселение Алексеевка — село Алексеевка, посёлки Ильичёвский, Ленинградский, сёла Несмеяновка, Новотроевка, посёлки Субботинский, Сухая Ветлянка; - Сельское поселение Гавриловка — село Гавриловка, посёлки Гавриловский, Льва Толстого, село Патровка, посёлок Шариповка; - Сельское поселение Герасимовка — село Герасимовка, посёлок Дальний, село Корнеевка; - Сельское поселение Летниково — сёла Горяйновка, Калашиновка, Летниково, Ореховка, Пушкарка, Самовольно-Ивановка, Славинка. |
| |

### Безенчукский район
| Район состоял из двух городских и 11-и сельских поселений. Городские поселения: - Городское поселение Безенчук — посёлок городского типа Безенчук, железнодорожный разъезд Восток, деревня Дмитриевка, посёлки Новооренбургский, Сосновка; - Городское поселение Осинки — посёлок городского типа Осинки, село Преображенка, посёлок Привольный, железнодорожный разъезд Разинский; Сельские поселения: - Сельское поселение Васильевка — железнодорожный разъезд Башкирский, село Васильевка; - Сельское поселение Екатериновка — сёла Александровка, Верхнепечерское, Владимировка, кордон Власова Грива, деревня Григорьевка, село Екатериновка, посёлок Золотовский, село Кануевка, посёлок Плодосовхоз; - Сельское поселение Звезда — железнодорожная станция Звезда, село Покровка, деревня Сретенка; - Сельское поселение Купино — сёла Купино, Никольское, деревня Новокиевка, село Толстовка; - Сельское поселение Натальино — сёла Калиновка, Натальино, Нижнеоброчено, Новонатальино, Потуловка; - Сельское поселение Ольгино — сёла Иоганесфельд, Макарьевка, Ольгино; - Сельское поселение Переволоки — посёлки Дружба, Заволжский, деревня Красноселки, село Переволоки; - Сельское поселение Песочное — сёла Новомихайловка, Песочное, железнодорожная станция Широкополье; - Сельское поселение Преполовенка — железнодорожная будка 1004 км, железнодорожная станция Мыльная, село Преполовенка, посёлок Экономия; - Сельское поселение Прибой — посёлки Залесье, Победа, Прибой, Рузановский, село Троицкое. Законом Самарской области от 30 апреля 2015 года № 38-ГД, сельские поселения Ольгино и Макарьевка преобразованы, путём их объединения, в сельское поселение Ольгино с административным центром в селе Ольгино. |
| |

### Богатовский район
| Район состоит из пяти сельских поселений. - Сельское поселение Арзамасцевка — сёла Аверьяновка, Арзамасцевка, Беловка, посёлок Бирюковка, село Знаменка, посёлки Кузьминовка, Кутулукский, Мичуриновка; - Сельское поселение Богатое — железнодорожная будка 1192 км, село Богатое, железнодорожная станция Заливная, село Заливное, посёлок Заливной, сёла Ивановка, Кураповка; - Сельское поселение Виловатое — село Андреевка, посёлок Буревестник, село Виловатое; - Сельское поселение Максимовка — сёла Максимовка, Съезжее; - Сельское поселение Печинено — посёлки Восточный, Горский, Духовой, Елшанский, Западный, Ключ Мира, Никольский, Петровский, сёла Печинено, Тростянка, Фёдоровка, посёлок Центральный. |
| |

### Большеглушицкий район
| Район состоит из восьми сельских поселений. Сельские поселения: - Сельское поселение Александровка — село Александровка, посёлки Малая Вязовка, Среднедольск; - Сельское поселение Большая Глушица — село Большая Глушица, посёлки Кобзевка, Морец; - Сельское поселение Большая Дергуновка — сёла Березовка, Большая Дергуновка, посёлок Пробуждение; - Сельское поселение Малая Глушица — посёлки Большой Иргиз, Гай, сёла Константиновка, Малая Глушица; - Сельское поселение Мокша — посёлки Коммунар, Ледяйка, село Мокша, посёлок Степной; - Сельское поселение Новопавловка — сёла Новопавловка, Тамбовка; - Сельское поселение Фрунзенское — посёлок Верхнедольск, село Каралык, посёлок Малый Каралык, село Морша, посёлки Озёрск, Фрунзенский; - Сельское поселение Южное — посёлки Бугринка, Каменнодольск, Кочевной, Малороссийский, село Муратшино, посёлок Рязанский, село Таш-Кустьяново, посёлок Южный. |
| |

### Большечерниговский район
| Район состоит из девяти сельских поселений. Сельские поселения: - Сельское поселение Августовка — село Августовка, посёлки Малая Черниговка, Паньшино, Пекилянка; - Сельское поселение Большая Черниговка — село Большая Черниговка, посёлки Гусиха, Кочкиновка, Шумовский; - Сельское поселение Восточный — посёлки Верхние Росташи, Восточный, Полянский, Устряловский; - Сельское поселение Глушицкий — село Благодатовка, посёлки Глушицкий, Торшиловский; - Сельское поселение Краснооктябрьский — посёлки Исток, Кинзягулово, Костино, Краснооктябрьский, Фитали, Хасьяново; - Сельское поселение Пензено — село Новый Камелик, посёлок Пензено; - Сельское поселение Петровский — посёлки Аверьяновский, Петровский, Сестры; - Сельское поселение Поляков — посёлки Алексеевский, Кошкин, Поляков; - Сельское поселение Украинка — деревни Денгизбаево, Имелеевка, посёлок Иргизский, село Украинка, деревня Утекаево. |
| |

### Борский район
| Район состоит из 13 сельских поселений. Сельские поселения: - Сельское поселение Большое Алдаркино — посёлок 14 километр, железнодорожный разъезд № 2, село Большое Алдаркино, посёлки Красная Зорька, Лесной, село Малое Алдаркино, посёлок Скипидарный; - Сельское поселение Борское — село Борское, посёлок Немчанка; - Сельское поселение Гвардейцы — сёла Благодаровка, Гвардейцы, Покровка, Широченка; - Сельское поселение Долматовка — сёла Долматовка, Неприк; - Сельское поселение Заплавное — сёла Алексеевка, Баженовка, Заплавное, посёлок имени Клары Цеткин, село Мойка; - Сельское поселение Коноваловка — железнодорожный разъезд 1203 км, посёлок Захаровка, село Коноваловка, посёлок Немчанка; - Сельское поселение Новоборское — посёлок Новоборский; - Сельское поселение Новый Кутулук — село Богдановка, посёлок Елховка, село Коптяжево, посёлки Марьевка, Новый Кутулук, деревня Сосенка, село Страхово; - Сельское поселение Петровка — деревня Новая Покровка, село Петровка, посёлок Прожектор, село Языково; - Сельское поселение Подгорное — посёлок Березняки, деревня Ласкаревка, сёла Ново-Геранькино, Подгорное, посёлок Соколовка; - Сельское поселение Подсолнечное — село Васильевка, посёлок Комсомольский, сёла Подсолнечное, Соковнинка, посёлки Тростянка, Улёмский; - Сельское поселение Таволжанка — сёла Гостевка, Старая Таволжанка, Таволжанка; - Сельское поселение Усманка — село Усманка. |
| |

### Волжский район
| Район состоит из трёх городских и 12 сельских поселений. Городские поселения: - Городское поселение Петра Дубрава — посёлки Дубовый Гай, Заярье, посёлок городского типа Петра Дубрава; - Городское поселение Рощинский — посёлок городского типа Рощинский; - Городское поселение Смышляевка — посёлок городского типа Смышляевка, посёлок Спутник, посёлок городского типа Стройкерамика, посёлок Энергетик. Сельские поселения: - Сельское поселение Верхняя Подстепновка — посёлки Верхняя Подстепновка, Подстепновка, село Преображенка; - Сельское поселение Воскресенка — село Воскресенка, железнодорожная станция Жигули, посёлки Журавли, Зелененький, Молодогвардейский; - Сельское поселение Дубовый Умёт — село Дубовый Умёт, посёлки Калинка, Культура, Ровно-Владимировка; - Сельское поселение Курумоч — посёлок Власть Труда, село Курумоч, железнодорожные станции Курумоч, Мастрюково; - Сельское поселение Лопатино — посёлок Берёзки, село Лопатино, посёлки Новоберезовский, Новолопатинский, НПС «Дружба», Придорожный, Самарский, Яицкое; - Сельское поселение Подъём-Михайловка — посёлки Восточный, Дудачный, Озерки, Подлесный, село Подъём-Михайловка, посёлок Тридцатый, село Яблоновый Овраг; - Сельское поселение Просвет — посёлки Домашкины Вершины, Пахарь, Просвет; - Сельское поселение Рождествено — село Выползово, посёлок Гаврилова Поляна, сёла Новинки, Подгоры, Рождествено, Торновое, посёлок Усинский, село Шелехметь; - Сельское поселение Спиридоновка — село Спиридоновка; - Сельское поселение Сухая Вязовка — сёла Берёзовый Гай, Рассвет, Сухая Вязовка; - Сельское поселение Чёрновский — село Белозерки, посёлки Нур, Подлесный, Чёрновский; - Сельское поселение Черноречье — село Николаевка, посёлки Рамушки, Чапаевка, село Черноречье. |
| |

### Елховский район
| Район состоит из семи сельских поселений. Сельские поселения: - Сельское поселение Берёзовка — село Берёзовка, деревня Идея, село Кубань Озеро; - Сельское поселение Елховка — деревня Булькуновка, посёлок Вершины, село Елховка, посёлок Кругловка, село Пролейка; - Сельское поселение Красное Поселение — деревня Владимировка, посёлок Елховое Озеро, село Заблоцкое, посёлок Казачий, село Красное Поселение, посёлок Нижняя Кондурча, село Петропавловка, посёлок Солонцовка, деревня Троицкая; - Сельское поселение Красные Дома — деревни Березовка, Большая Фёдоровка, село Вязовка, деревня Константиновка, село Красные Дома, деревни Мордвинка, Павловка, посёлок Подсолнечный, деревня Сосновка, посёлки Стрела, Чесноковка, деревня Шабановка; - Сельское поселение Никитинка — деревня Горностаевка, посёлок Зеленогорский, село Знаменка, посёлок Зорьки, сёла Никитинка, Тукшум; - Сельское поселение Сухие Аврали — сёла Мулловка, Сухие Аврали; - Сельское поселение Тёплый Стан — сёла Борма, Тёплый Стан. |
| |

### Исаклинский район
| Район состоял из девяти сельских поселений. Сельские поселения: - Сельское поселение Большое Микушкино — село Большое Микушкино, посёлок Лесной, деревня Малое Микушкино; - Сельское поселение Два Ключа — деревня Два Ключа, посёлки Зелёный, Пригорки, сёла Саперкино, Убейкино; - Сельское поселение Исаклы — село Багряш, деревня Владимировка, село Исаклы, деревни Красный Берег, Новый Байтермиш; - Сельское поселение Ключи — деревня Вербовка, посёлки Верхний, Зеленовский, Ильинский, Клин, село Ключи, посёлки Нижний, Никольский, деревня Новая Чесноковка, посёлок Новоключевский, село Смольково, посёлок Средний, село Старая Чесноковка; - Сельское поселение Мордово-Аделяково — посёлок Ивановка, село Мордово-Аделяково, посёлок Нижняя Алексеевка; - Сельское поселение Мордово-Ишуткино — сёла Малое Ишуткино, Мордово-Ишуткино; - Сельское поселение Новое Ганькино — посёлок Боровка, деревня Ганькин Матак, посёлок Каменка, село Новое Ганькино; - Сельское поселение Новое Якушкино — деревня Новая Боголюбовка, село Новое Якушкино, деревня Новый Шунгут, сёла Преображенка, Самсоновка, Старая Боголюбовка, деревни Старый Шунгут, Сухарь Матак; - Сельское поселение Старое Вечканово — посёлки Семь Ключей, Сокский, село Старое Вечканово, деревня Чёрная Речка. Законом Самарской области от 30 апреля 2015 года № 38-ГД, сельские поселения Мордово-Ишуткино и Мордово-Аделяково преобразованы, путём их объединения, в сельское поселение Мордово-Ишуткино с административным центром в селе Мордово-Ишуткино. |
| |

### Камышлинский район
| Район состоит из шести сельских поселений. Сельские поселения: - Сельское поселение Байтуган — посёлок Красный Яр, сёла Русский Байтуган, Татарский Байтуган, Чувашский Байтуган; - Сельское поселение Балыкла — деревня Новая Балыкла, сёла Старая Балыкла, Степановка, Степановские Выселки; - Сельское поселение Ермаково — сёла Новое Ермаково, Старое Ермаково, посёлок Чулпан; - Сельское поселение Камышла — посёлок Бузбаш, деревня Давлеткулово, село Камышла, посёлок Юлдуз; - Сельское поселение Новое Усманово — село Новое Усманово; - Сельское поселение Старое Усманово — село Неклюдово, деревня Неклюдово-Дурасово, село Никиткино, посёлок Старая Чаговка, село Старое Усманово, деревня Хмелевка. |
| |

### Кинельский район
| Район состоит из 12 сельских поселений. Сельские поселения: - Сельское поселение Алакаевка — село Алакаевка; - Сельское поселение Бобровка — село Бобровка, посёлки Михайловский, Моховой, Октябрьский, Формальный; - Сельское поселение Богдановка — село Богдановка, аул Казахский, посёлок Красный Ключ, село Кривая Лука, посёлок Новосадовый; - Сельское поселение Георгиевка — железнодорожные платформы 1161 км, 1169 км, село Большая Малышевка, посёлок Вертяевка, сёла Георгиевка, Гурьевка, посёлки Кутулук, Свободный; - Сельское поселение Домашка — село Домашка, посёлки Крестьянский, Нижненикольский, село Парфеновка; - Сельское поселение Кинельский — посёлки Кинельский, Колки, Культура, Луговой, Трехколки, Угорье, Энергия, Язевка; - Сельское поселение Комсомольский — железнодорожные платформы 1150 км, 1157 км, село Грачёвка, посёлок Комсомольский, сёла Павловка, Покровка, железнодорожная станция Спиридоновка, посёлок Тростянка, железнодорожная станция Тургеневка, село Филипповка; - Сельское поселение Красносамарское — сёла Красная Самарка, Красносамарское, посёлки Круглинский, Лебяжий, Поплавский; - Сельское поселение Малая Малышевка — сёла Александровка, Карповка, Малая Малышевка, посёлки Подлесный, Сосновский; - Сельское поселение Новый Сарбай — посёлок Заречье, деревня Николаевка 1-я, сёла Николаевка 2-я, Новый Сарбай, посёлок Привет; - Сельское поселение Сколково — сёла Бузаевка, Преображенка, посёлок Пчёлка, село Сколково; - Сельское поселение Чубовка — посёлок Бугры, сёла Сырейка, Чубовка. |
| |

### Кинель-Черкасский район
| Район состоит из 13 сельских поселений. Сельские поселения: - Сельское поселение Александровка — село Александровка, посёлок Безречье, село Берёзовка, посёлок Малореченск, село Степановка; - Сельское поселение Березняки — село Березняки, посёлки Верхнекутулукский, Дубовый Колок; - Сельское поселение Ерзовка — посёлок Вязники, сёла Ерзовка, Коханы, Полудни; - Сельское поселение Кабановка — сёла Богородское, Екатериновка, Кабановка, Сарбай; - Сельское поселение Кинель-Черкассы — сёла Алтухово, Винно-Банново, Вольная Солянка, Кинель-Черкассы, посёлок Най-Лебен, село Прокопенки, посёлок Просвещение, сёла Свободные Ключи, Тоузаково; - Сельское поселение Красная Горка — село Красная Горка, посёлок Садовый, железнодорожная станция Сарбай, село Семёновка; - Сельское поселение Кротовка — село Кротовка, деревня Софьевка; - Сельское поселение Муханово — село Муханово, посёлок Тростянка, деревня Фёдоровка; - Сельское поселение Новые Ключи — посёлок Заовражный, сёла Лозовка, Новые Ключи; - Сельское поселение Подгорное — посёлок Подгорный, село Пустовалово; - Сельское поселение Садгород — село Марково, посёлок Новая Михайловка, село Репьевка, посёлки Садгород, Тальники, Чернигово; - Сельское поселение Тимашево — посёлки Нижнегорский, Новая Елшанка, село Тимашево; - Сельское поселение Черновка — посёлок Первомайский, село Черновка. |
| |

### Клявлинский район
| Район состоял из 11 сельских поселений. Сельские поселения: - Сельское поселение Борискино-Игар — село Борискино-Игар, железнодорожная станция Пронино; - Сельское поселение Назаровка — деревня Дубенка, сёла Назаровка, Сходнево; - Сельское поселение Новые Сосны — посёлок Горелый Колок, сёла Новые Сосны, Новый Маклауш, деревня Черёмушки; - Сельское поселение Русское Добрино — сёла Балахоновка, Русское Добрино, деревня Сухоречка, разъезд Чистаковка; - Сельское поселение станция Клявлино — железнодорожный разъезд Барково, село Клявлино, железнодорожная станция Клявлино, деревни Петропавловка, Средняя Речка, посёлок Черемшанка; - Сельское поселение Старое Семенкино — посёлок Берёзовая Поляна, сёла Ерилкино, Новое Семенкино, Старое Семенкино; - Сельское поселение Старые Сосны — деревни Долгоруково, Ключевка, посёлок Красная Елха, деревня Софьино, село Старые Сосны; - Сельское поселение Старый Байтермиш — деревни Владимировка, Воскресенка, сёла Подгорный Дол, Старый Байтермиш; - Сельское поселение Старый Маклауш — деревни Елизаветинка, Иваново-Подбельское, посёлок ЛПДС Елизаветинка, железнодорожный разъезд Маклауш, деревни Новый Казбулат, Петровка, село Старый Маклауш; - Сельское поселение Усакла — деревни Ерыкла, Ойкино, сёла Старое Резяпкино, Усакла; - Сельское поселение Чёрный Ключ — посёлок Верхний Ключ, деревни Зелёный Ключ, Репринцево, посёлок Северный, сёла Степное Дурасово, Чёрный Ключ, посёлок Чигмалиновка, деревня Чувашское Абдикеево. Законом Самарской области от 30 апреля 2015 года № 38-ГД, были преобразованы, путём их объединения, муниципальные образования: - сельские поселения Борискино-Игар и Старый Байтермиш в сельское поселение Борискино-Игар с административным центром в селе Борискино-Игар; - сельские поселения станция Клявлино, Новые Сосны и Старые Сосны в сельское поселение станция Клявлино с административным центром на железнодорожной станции Клявлино; - сельские поселения Назаровка и Русское Добрино в сельское поселение Назаровка с административным центром в селе Назаровка; - сельские поселения Чёрный Ключ и Усакла в сельское поселение Чёрный Ключ с административным центром в селе Чёрный Ключ. |
| |

### Кошкинский район
| Район состоит из 13 сельских поселений. Сельские поселения: - Сельское поселение Большая Константиновка — посёлок Алексеевка, село Большая Константиновка, железнодорожный разъезд Кармала, деревня Моисеевка, село Новый Колмаюр; - Сельское поселение Большая Романовка — деревня Бикулов Починок, село Большая Романовка, деревня Долиновка, село Залесье, деревни Каменный Овраг, Малая Романовка, железнодорожный разъезд Розовка, деревня Супонево; - Сельское поселение Большое Ермаково — деревни Андреевка, Антипкино, сёла Большое Ермаково, Грачёвка, Ерандаево, деревня Малое Ермаково; - Сельское поселение Кошки — село Кошки, железнодорожная станция Погрузная; - Сельское поселение Надеждино — посёлки Александровка, Гранновка, село Надеждино, посёлки Новая Жизнь, Ягодный; - Сельское поселение Нижняя Быковка — деревни Балтика, Белый Ключ, Богодуховка, Большая Дегтяровка, село Верхнее Степное, посёлок Графский, деревня Лифляндка, село Нижняя Быковка, деревни Николаевка, Правая Шабаловка, Рахмановка, Средне-Правая Чесноковка, Средняя Быковка, посёлок Степной, деревня Ягодиновка; - Сельское поселение Новая Кармала — посёлки Мельничная Поляна, Моховой, сёла Новая Кармала, Старая Кармала, Старое Юреево, посёлок Ульяновка, село Юмратка; - Сельское поселение Орловка — село Берёзки, деревня Красновка, село Орловка; - Сельское поселение Русская Васильевка — посёлки Верхняя Васильевка, Вишнёвка, село Мамыково, посёлок Новое Тенеево, деревня Новое Фейзуллово, сёла Русская Васильевка, Тенеево; - Сельское поселение Старое Максимкино — деревня Малое Максимкино, село Старое Максимкино; - Сельское поселение Степная Шентала — деревня Городок, сёла Старое Фейзуллово, Степная Шентала; - Сельское поселение Четыровка — деревни Апальково, Белоозерная, Гранная, посёлок Заречье, деревни Лузановка, Пальная, село Четыровка; - Сельское поселение Шпановка — посёлки Верхняя Ивановка, Горный, деревни Киевка, Левый Салаван, посёлок Михайловка, деревни Новая Зубовка, Островка, посёлок Привольный, деревня Седовка, село Старая Ивановка, деревня Титовка, село Шпановка. |
| |

### Красноармейский район
| Район состоит из 12 сельских поселений. Сельские поселения: - Сельское поселение Алексеевский — посёлок Алексеевский, село Колокольцовка, посёлки Любимовка, Медведевский, деревня Чагринка; - Сельское поселение Андросовка — село Андросовка; - Сельское поселение Волчанка — деревни Александровка, Арсентьевка, село Волчанка, посёлок Дубовка, деревни Натальино, Нестеровка; - Сельское поселение Гражданский — посёлок Гражданский; - Сельское поселение Кировский — посёлки Братский, Кировский, деревня Колыбеловка, посёлок Новопавловка, деревня Сытовка; - Сельское поселение Колывань — сёла Вязовый Гай, Дергачи, Каменный Брод, Колывань, деревня Новая Деревня; - Сельское поселение Красноармейское — село Красноармейское, посёлок Любицкий; - Сельское поселение Криволучье-Ивановка — посёлок Богусский, село Криволучье-Ивановка; - Сельское поселение Куйбышевский — посёлки Встречный, Куйбышевский; - Сельское поселение Ленинский — посёлки Бутковский, Карагай, Кочетковский, Ленинский, Новая Вязовка, Софинский; - Сельское поселение Павловка — посёлок Монастырский, село Павловка, посёлок Соляниха, деревня Хомяковка; - Сельское поселение Чапаевский — село Воздвиженка, посёлки Новоалександровка, Чапаевский. |
| |

### Красноярский район
| Район состоит из трёх городских и 10 сельских поселений. Городские поселения: - Городское поселение Волжский — посёлок городского типа Волжский; - Городское поселение Мирный — посёлок городского типа Мирный; - Городское поселение Новосемейкино — село Водино, посёлок Дубки, посёлок городского типа Новосемейкино, село Старосемейкино. Сельские поселения: - Сельское поселение Большая Каменка — село Большая Каменка, деревня Большая Левшинка, посёлки Новый Городок, Орешенка, Раевка, Соколинка, Студёный, село Тремасово; - Сельское поселение Большая Раковка — село Большая Раковка, посёлки Васильевка, Гундоровка, Калмыковка, Красный Городок, деревня Малая Раковка, село Русская Селитьба, посёлок Труд; - Сельское поселение Коммунарский — посёлки Елшанка, Заря, село Калиновка, посёлки Коммунарский, Линевый, Светлый Луч, Украинка, Яблоневый, Яровой; - Сельское поселение Красный Яр — село Белозерки, деревня Верхняя Солонцовка, посёлки Водный, Кириллинский, Кондурчинский, Кочкари, село Красный Яр, посёлок Линевый, сёла Малая Каменка, Нижняя Солонцовка, посёлок Подлесный, деревни Средняя Солонцовка, Трухмянка, посёлок Угловой; - Сельское поселение Новый Буян — посёлки Горьковский, Дубовая Роща, село Михайловка, деревни Николаевка, Новоурайкино, село Новый Буян, посёлок Рига, деревня Сергеевка; - Сельское поселение Светлое Поле — село Ветлянка, деревня Висловка, посёлок Городцовка, село Екатериновка, посёлок Жареный Бугор, сёла Заглядовка, Киндяково, Колодинка, Малая Царевщина, деревня Малиновый Куст, село Молгачи, посёлок Светлое Поле, село Старый Буян; - Сельское поселение Старая Бинарадка — посёлок Заря, село Старая Бинарадка; - Сельское поселение Хилково — посёлки Булак, Вулкан, деревня Екатериновка, село Краково, посёлок Малиновка, сёла Тростянка, Хилково; - Сельское поселение Хорошенькое — посёлки Грачёвка, Ильинка, Конезавод, село Кривое Озеро, посёлок Лебяжинка, село Лопатино, посёлки Лужки, Малая Тростянка, Мартышенка, Маршанка, Песчановка, Потаповка, Светлый Ключ, Сухолинка, село Хорошенькое; - Сельское поселение Шилан — деревня Кольцовка, сёла Чапаево, Шилан. |
| |

### Нефтегорский район
| Район состоит из одного городского и восьми сельских поселений. Городское поселение: - Городское поселение Нефтегорск — город Нефтегорск. Сельские поселения: - Сельское поселение Бариновка — село Бариновка; - Сельское поселение Богдановка — село Богдановка, посёлки Знамя Труда, Кравцевский; - Сельское поселение Дмитриевка — сёла Верхняя Домашка, Дмитриевка, Филипповка; - Сельское поселение Зуевка — сёла Верхнесъезжее, Зуевка; - Сельское поселение Кулешовка — посёлок Ветлянка, село Кулешовка; - Сельское поселение Покровка — посёлок Ильменевский, село Покровка; - Сельское поселение Семёновка — посёлок Новая Жизнь, село Семёновка; - Сельское поселение Утёвка — посёлки Каменный Дол, Песчаный Дол, сёла Трофимовка, Утёвка. |
| |

### Пестравский район
| Район состоит из восьми сельских поселений. Сельские поселения: - Сельское поселение Высокое — село Высокое; - Сельское поселение Красная Поляна — посёлки Вольно-Пролетарский, Воронцовский, сёла Идакра, Красная Поляна; - Сельское поселение Майское — посёлки Крюково, Лозовой, село Майское, посёлки Михеевка, Овсянка, село Телешовка; - Сельское поселение Марьевка — сёла Марьевка, Плодосовхоз, Чёрненькое; - Сельское поселение Михайло-Овсянка — село Михайло-Овсянка; - Сельское поселение Мосты — село Дмитриевка, посёлок Красный Яр, сёла Ломовка, Мосты, Тепловка; - Сельское поселение Падовка — сёла Малоархангельское, Падовка, Тростянь; - Сельское поселение Пестравка — деревня Анютино, село Пестравка, деревня Садовка, село Тяглое Озеро. |
| |

### Похвистневский район
| Район состоит 15 из сельских поселений. Сельские поселения: - Сельское поселение Алькино — село Алькино, посёлки Красный Мост, Нугайка; - Сельское поселение Большой Толкай — село Большой Толкай; - Сельское поселение Красные Ключи — железнодорожные разъезды 1239 км, Аверкино, посёлок Активный, сёла Большая Ега, Красные Ключи, посёлок Лагеревка; - Сельское поселение Кротково — сёла Абдул-Завод, Алёшкино, посёлок Атамановский, сёла Исаково, Кротково, посёлки Новокротково, Новомочалеевка; - Сельское поселение Малое Ибряйкино — посёлок Журавлиха, село Малое Ибряйкино, посёлки Мартыновка, Перле-Вейса, Рябиновка, Скородумовка, Ягана-Ту, Ясная Поляна; - Сельское поселение Малый Толкай — посёлок Камышевка, село Малый Толкай, посёлок Передовка, железнодорожный разъезд Тунгуз, посёлок Шиповка; - Сельское поселение Мочалеевка — сёла Мочалеевка, Первомайск, посёлки Подбельщина, Пример; - Сельское поселение Новое Мансуркино — сёла Новое Мансуркино, Сосновка; - Сельское поселение Подбельск — посёлки Верхний Кинель, Волжанка, сёла Нижнеягодное, Подбельск, посёлок Среднеягодный, железнодорожный разъезд Чувикс; - Сельское поселение Рысайкино — посёлок Новорысайкино, сёла Рысайкино, Султангулово, посёлок Терегель; - Сельское поселение Савруха — село Александровка, посёлки Антоновка, Березовка, Васильевка, Вязовка, Дмитриевка, сёла Савруха, Северный Ключ; - Сельское поселение Среднее Аверкино — село Ахрат, посёлки Красная Нива, Матьян, железнодорожный разъезд Муравка, село Нижнеаверкино, посёлок Новоникольский, село Среднее Аверкино, посёлки Таволжанка, Филипповка, Чекалинка; - Сельское поселение Староганькино — посёлки Илингино, Калиновка, Малоганькино, Нестеровка, Сирмабусь, сёла Староганькино, Стюхино; - Сельское поселение Старопохвистнево — посёлки Земледелец, Новая Точка, село Старопохвистнево, посёлки Сукаевка, Ятманка; - Сельское поселение Старый Аманак — село Новый Аманак, посёлок Сапожниковский, сёла Старомансуркино, Старый Аманак. |
| |

### Приволжский район
| Район состоит из семи сельских поселений. Сельские поселения: - Сельское поселение Давыдовка — сёла Давыдовка, Екатериновка, Софьино, деревня Сперанка; - Сельское поселение Заволжье — село Заволжье; - Сельское поселение Ильмень — посёлки Ильмень, Нижнеозерецкий, село Озерецкое; - Сельское поселение Новоспасский — сёла Бестужевка, Кашпир, посёлки Новоспасский, Степняки, деревня Якобьевка; - Сельское поселение Обшаровка — посёлки Гаркино, Золотая Гора, сёла Нижнепечерское, Обшаровка, Тростянка; - Сельское поселение Приволжье — сёла Аннино, Приволжье, Фёдоровка; - Сельское поселение Спасское — посёлок Садовый, село Спасское, посёлок Томанский. |
| |

### Сергиевский район
| Район состоит из одного городского и 16 сельских поселений. Городское поселение: - Городское поселение Суходол — посёлок городского типа Суходол. Сельские поселения: - Сельское поселение Антоновка — посёлок Антоновка; - Сельское поселение Верхняя Орлянка — посёлок Алимовка, село Верхняя Орлянка, посёлок Калиновый Ключ, деревня Средняя Орлянка; - Сельское поселение Воротнее — сёла Воротнее, Елховка, аул Краснорыльский, посёлки Красные Дубки, Лагода; - Сельское поселение Елшанка — село Большая Чесноковка, деревня Большие Печерки, сёла Елшанка, Мордовская Селитьба, посёлок Отрада, село Чекалино, посёлок Чемеричный; - Сельское поселение Захаркино — сёла Захаркино, Комаро-Умёт, Нижняя Козловка, посёлок Отрада, село Сидоровка; - Сельское поселение Калиновка — сёла Ендурайкино, Калиновка, Карабаевка; - Сельское поселение Кандабулак — сёла Большая Лозовка, Кандабулак, Спасское; - Сельское поселение Кармало-Аделяково — село Кармало-Аделяково, посёлок Первомайский, село Старое Якушкино; - Сельское поселение Красносельское — сёла Королевка, Красносельское, посёлок Малые Ключи, село Мамыково, посёлок Ровный; - Сельское поселение Кутузовский — хутор Вольница, село Красный Городок, посёлки Круглый Куст, Кутузовский, Лесозавод, село Славкино, посёлок Шаровка; - Сельское поселение Липовка — сёла Липовка, Старая Дмитриевка; - Сельское поселение Светлодольск — сёла Нероновка, Нижняя Орлянка, посёлок Новая Елховка, село Павловка, посёлки Светлодольск, Участок Сок; - Сельское поселение Сергиевск — село Боровка, посёлки Глубокий, Михайловка, Рогатка, Рыбопитомник, село Сергиевск, деревня Студёный Ключ, село Успенка; - Сельское поселение Серноводск — посёлки Красноярка, Серноводск; - Сельское поселение Сургут — посёлок Сургут; - Сельское поселение Черновка — посёлки Запрудный, Нива, Новая Орловка, сёла Орловка, Черновка. |
| |

### Ставропольский район
| Район состоит из 24 сельских поселений. Сельские поселения: - Сельское поселение Александровка — село Александровка, станция Отвага; - Сельское поселение Бахилово — село Бахилово; - Сельское поселение Большая Рязань — сёла Большая Рязань, Брусяны, Малая Рязань, железнодорожный разъезд Рязанский, станция Услада; - Сельское поселение Васильевка — сёла Васильевка, Зеленовка, посёлок Рассвет; - Сельское поселение Верхнее Санчелеево — сёла Верхнее Санчелеево, Лопатино; - Сельское поселение Верхние Белозёрки — село Верхние Белозёрки, посёлок Висла; - Сельское поселение Выселки — село Выселки; - Сельское поселение Жигули — сёла Валы, Жигули; - Сельское поселение Кирилловка — село Кирилловка; - Сельское поселение Луначарский — посёлок Луначарский; - Сельское поселение Мусорка — сёла Мусорка, Пески, Ташла; - Сельское поселение Нижнее Санчелеево — село Нижнее Санчелеево, посёлок Новая Васильевка; - Сельское поселение Новая Бинарадка — село Новая Бинарадка; - Сельское поселение Осиновка — сёла Винновка, Ермаково, Осиновка; - Сельское поселение Пискалы — сёла Красная Дубрава, Новое Ерёмкино, Пискалы; - Сельское поселение Подстёпки — село Подстёпки; - Сельское поселение Приморский — посёлок Приморский; - Сельское поселение Севрюкаево — сёла Кармалы, Кольцово, Лбище, Мордово, Севрюкаево; - Сельское поселение Сосновый Солонец — сёла Аскулы, Берёзовый Солонец, Сосновый Солонец; - Сельское поселение Ташелка — село Верхний Сускан, посёлок Менжинский, сёла Сосновка, Ташелка; - Сельское поселение Тимофеевка — сёла Русская Борковка, Тимофеевка; - Сельское поселение Узюково — село Узюково; - Сельское поселение Хрящёвка — село Хрящёвка; - Сельское поселение Ягодное — село Ягодное. |
| |

### Сызранский район
| Район состоит из двух городских и 13 сельских поселений. Городские поселения: - Городское поселение Балашейка — посёлок городского типа Балашейка; - Городское поселение Междуреченск — посёлок городского типа Междуреченск, село Переволоки. Сельские поселения: - Сельское поселение Варламово — посёлки Варламово, Вице-Смильтэнэ, село Демидовка, посёлки Новая Крымза, Плодопитомник; - Сельское поселение Волжское — железнодорожные разъезды 13 км, 21 км, посёлок Новые Озерки, станция Радуга, посёлки Разбросной, Сборный, Симоновский; - Сельское поселение Жемковка — посёлок Дружба, село Жемковка, посёлок Красное Поле, село Трубетчино; - Сельское поселение Заборовка — село Заборовка; - Сельское поселение Ивашевка — деревня Васильевка, посёлок ДЭУ-48, село Ивашевка, посёлок Кошелёвка, деревня Петровка, сёла Радужное, Троекуровка; - Сельское поселение Новая Рачейка — сёла Новая Рачейка, Новый Ризадей, Уваровка; - Сельское поселение Новозаборовский — железнодорожная казарма 910 км, железнодорожные разъезды 912 км, 950 км, посёлки Взгорье, Ерик, Журавлёвский, Куропаткино, Новозаборовский, Новорепьёвский, Песочный, железнодорожный разъезд Ризадей; - Сельское поселение Печерское — посёлки Красный Миронов, Нефтеперекачка, Образцовый, станция Печерский Берег, сёла Печерское, Приусинск; - Сельское поселение Рамено — посёлок Майоровский, село Рамено; - Сельское поселение Старая Рачейка — посёлки Гремячий, Конопляный, сёла Смолькино, Старая Рачейка, посёлок Ясная Поляна; - Сельское поселение Троицкое — деревня Кучуговка, село Надеждино, посёлки Осиновка, Передовой, село Троицкое, деревня Черемоховка; - Сельское поселение Усинское — посёлок Архангельский, сёла Губино, Лесная Поляна, посёлок Новогубинск, сёла Печерские Выселки, Усинское; - Сельское поселение Чекалино — деревни Бутырки, Новосёлки, село Чекалино. |
| |

### Хворостянский район
| Район состоит из 11 сельских поселений. Сельские поселения: - Сельское поселение Абашево — сёла Абашево, Орловка, деревня Толстовка; - Сельское поселение Владимировка — село Владимировка, деревня Гремячка, село Дубровка; - Сельское поселение Липовка — сёла Кордон, Липовка, Новая Гремячка; - Сельское поселение Масленниково — посёлки Масленниково, Приовражный, Тополёк; - Сельское поселение Новокуровка — сёла Елань, Михайло-Лебяжье, Новокуровка, железнодорожная станция Чагра; - Сельское поселение Новотулка — деревня Михайловка, село Новотулка; - Сельское поселение Прогресс — посёлки Берёзовая роща, Прогресс; - Сельское поселение Романовка — посёлок Иерусалимский, село Романовка; - Сельское поселение Соловьёво — посёлки Высотино, Соловьёво; - Сельское поселение Студенцы — село Студенцы; - Сельское поселение Хворостянка — сёла Хворостянка, Чувичи. |
| |

### Челно-Вершинский район
| Район состоит из 11 сельских поселений. Сельские поселения: - Сельское поселение Девлезеркино — кордон № 5, посёлок Воздвиженка, сёла Девлезеркино, Малое Девлезеркино, посёлки Петровск, Покровка; - Сельское поселение Каменный Брод — сёла Каменный Брод, Красная Багана, Новая Таяба; - Сельское поселение Краснояриха — посёлки Воскресенка, Ибряйкино, село Краснояриха, посёлки Крыловка, Малый Нурлат, Новый Нурлат, Раздолье, Советский Нурлат, Советское Иглайкино, село Шламка; - Сельское поселение Красный Строитель — посёлки Безводовка, Верхняя Кондурча, село Зубовка, посёлки Красная Горка, Красный Строитель; - Сельское поселение Новое Аделяково — село Новое Аделяково; - Сельское поселение Озерки — деревня Ермоловка, посёлок Калиновый Куст, сёла Кривозериха, Кротовка, Озерки, посёлки Подлесный, Покровка, село Чистовка, посёлок Шихан; - Сельское поселение Сиделькино — деревня Благодаровка, посёлки Кереметь, Любовь Труда, Пролетарий, Редкая Берёза, сёла Сиделькино, Старое Аделяково; - Сельское поселение Токмакла — посёлок Березовка, село Токмакла; - Сельское поселение Челно-Вершины — железнодорожная казарма 1099 км, село Заиткино, деревня Солдатские Челны, посёлок Трёхозёрный, село Челно-Вершины; - Сельское поселение Чувашское Урметьево — деревня Новое Урметьево, село Чувашское Урметьево; - Сельское поселение Эштебенькино — сёла Новое Эштебенькино, Старое Эштебенькино, Чувашское Эштебенькино. |
| |

### Шенталинский район
| Район состоял из 11 сельских поселений. Сельские поселения: - Сельское поселение Артюшкино — село Артюшкино, посёлок Большая Тархановка, железнодорожный разъезд Кондурча, деревня Костюнькино, хутор Рыжевой; - Сельское поселение Васильевка — деревни Аделаидовка, Васильевка, Вязовка, Новое Поле, сёла Новое Суркино, Сенькино, Смагино, Старое Суркино, посёлок Суруша, железнодорожная станция Шелашниково; - Сельское поселение Денискино — железнодорожный разъезд Баландаево, село Денискино; - Сельское поселение Каменка — железнодорожный разъезд Денискино, село Каменка, деревня Карабикулово, село Татарское Абдикеево, посёлок Черемшанка; - Сельское поселение Канаш — посёлок Васильевка, село Емелькино, деревня Ивановка, посёлки Романовка, Светлая Поляна, Чухаевка; - Сельское поселение Новый Кувак — село Новый Кувак, посёлок Светлый Ключ; - Сельское поселение Салейкино — деревня Подлесная Андреевка, село Салейкино, деревня Старое Афонькино, село Тимяшево, посёлок Ясная Поляна; - Сельское поселение Старая Шентала — село Багана, посёлок Верхняя Хмелевка, деревня Волчья, сёла Калиновка, Крепость-Кондурча, посёлок Кузьминовка, деревня Новая Шентала, посёлок Родина, село Старая Шентала, посёлки Фадеевка, Чёрная Речка; - Сельское поселение Туарма — село Аксаково, деревня Баландаево, посёлки Нагорный, Нижняя Туарма, Толчеречье, село Туарма; - Сельское поселение Четырла — деревня Алтунино, посёлки Киргизовский, Красный Яр, деревня Семёново-Шарла, село Четырла; - Сельское поселение Шентала — посёлок Северный, железнодорожная станция Шентала. Законом Самарской области от 30 апреля 2015 года № 38-ГД, сельские поселения Каменка и Новый Кувак преобразованы, путём их объединения, в сельское поселение Каменка с административным центром в селе Каменка. |
| |

### Шигонский район
| Район состоит из 12 сельских поселений. Сельские поселения: - Сельское поселение Береговой — посёлок Береговой, железнодорожная станция Гремячий Ключ, посёлок Гривенский, село Епифановка, посёлок Нижний Тукшум, сёла Новый Тукшум, Подъячевка, Старый Тукшум; - Сельское поселение Бичевная — село Белоключье, деревня Биринск, железнодорожная станция Бичевная, село Камышенка, посёлок Красный Ключ, село Кузькино, посёлок Новое Белоключье; - Сельское поселение Волжский Утёс — село Березовка, посёлок Волжский Утёс, село Комаровка; - Сельское поселение Малячкино — село Малячкино; - Сельское поселение Муранка — посёлок Львовка, сёла Муранка, Сытовка, посёлок Ульяновский; - Сельское поселение Новодевичье — сёла Маза, Новодевичье; - Сельское поселение Пионерский — село Кушниково, посёлок Пионерский, железнодорожная станция Шигоны; - Сельское поселение Подвалье — посёлок Луговской, сёла Платоновка, Подвалье, деревня Сенькино; - Сельское поселение Суринск — село Байдеряково, посёлки Бичевной, Верхнесуринск, Золотой, село Суринск; - Сельское поселение Тайдаково — село Климовка, деревни Левашовка, Ольгино, село Тайдаково; - Сельское поселение Усолье — сёла Актуши, Карловка, Усолье; - Сельское поселение Шигоны — сёла Кяхта, Шигоны. |
| |

## История
По состоянию на 1 октября 1938 года Куйбышевская область включала 4 города областного подчинения (Куйбышев, Сызрань, Ульяновск, Чапаевск) и 65 районов (Алексеевский, Базарно-Сызганский, Байтугановский, Барановский, Барышский, Безенчукский, Богатовский, Богдашкинский, Больше-Глушицкий, Больше-Черниговский, Борский, Вешкаймский, Денискинский, Дубово-Умётский, Елховский, Инзенский, Исаклинский, Камешкирский, Карсунский, Кинельский, Кинель-Черкасский, Клявлинский, Колокольцовский, Кошкинский, Красноярский, Кузнецкий, Кузоватовский, Куйбышевский, Кутузовский, Литвиновский, Майнский, Мало-Кандалинский, Мелекесский, Молотовский, Неверкинский, Николаевский, Николо-Пестровский, Николо-Черемшанский, Ново-Буянский, Ново-Девиченский, Ново-Малыклинский, Ново-Сапасский, Павловский, Пестравский, Петровский, Подбельский, Похвистневский, Приволжский, Радищевский, Сенгилеевский, Сергиевский, Ставропольский, Старо-Кулаткинский, Старо-Майнский, Сурский, Сызранский, Тагайский, Тереньгульский, Ульяновский, Утёвский, Хворостянский, Чапаевский, Челно-Вершинский, Чердаклинский, Шигонский).
26 декабря 1938 года Колокольцевский район был переименован в Колдыбанский.
4 февраля 1939 года Барановский, Камешкирский, Кузнецкий, Литвиновский, Неверкинский, Николаевский и Николо-Пестравский районы были переданы в новую Пензенскую область. 26 февраля 1939 года город Мелекесс стал городом областного значения. В октябре 1939 года был образован Астрадамовский район. В том же году Байтугановский район был переименован в Камышлинский.
7 февраля 1941 года был образован Сосново-Солонецкий район. В том же году Денискинский район был переименован в Шенталинский.
19 января 1943 года в состав новой Ульяновской области были переданы города областного подчинения Мелекесс и Ульяновск, а также районы Астрадамовский, Базарно-Сызганский, Барышский, Богдашкинский, Вешкаймский, Инзенский, Карсунский, Кузоватовский, Майнский, Малокандалинский, Мелекесский, Николо-Черемшанский, Новомалыклинский, Новоспасский, Павловский, Радищевский, Сенгилеевский, Старокулаткинский, Старомайнский, Сурский, Тагайский, Теренгульский, Ульяновский и Чердаклинский.
21 августа 1943 года город Куйбышев был переведён из областного подчинения в республиканское (РСФСР).
В начале 1950-х годов статус городов областного подчинения получили Жигулёвск, Новокуйбышевск и Ставрополь, а в 1956 году — Октябрьск.
В 1957 году Молотовский район был переименован в Волжский.
В 1958 году статус города областного подчинения получил Отрадный.
3 июня 1958 года город Куйбышев был переведён из республиканского (РСФСР) подчинения в областное.
В 1960 году были упразднены Кутузовский, Петровский, Новодевиченский и Чапаевский районы. Сосново-Солонецкий район был преобразован в Жигулёвский.
В ходе реформы 1962—1963 годов в Куйбышевской области стало 10 городов областного подчинения (Куйбышев, Жигулёвск, Кинель, Новокуйбышевск, Октябрьск, Отрадный, Похвистнево, Ставрополь, Сызрань и Чапаевск), а вместо 33 районов образовано 13 сельских районов: Безенчукский, Богатовский, Большеглушицкий, Волжский, Кинельский, Кинель-Черкасский, Колдыбанский, Кошкинский, Похвистневский, Сергиевский, Ставропольский, Сызранский и Шенталинский.
В 1964 году город Ставрополь переименован в Тольятти.
В январе 1965 года все сельские районы были преобразованы в обычные районы. Образованы Алексеевский, Большечерниговский, Клявлинский, Красноярский, Нефтегорский, Пестравский, Хворостянский и Шигонский районы. В конце того же года образованы Борский и Челно-Вершинский районы, а Колдыбанский район переименован в Красноармейский.
30 декабря 1966 года были образованы Исаклинский и Приволжский районы.
В 1991 году образован Камышлинский район. Куйбышевская область переименована в Самарскую, а город Куйбышев — в Самару.
В 1992 году образован Елховский район.